# USS Callaghan (DD-792)
USS Callaghan (DD-792) là một tàu khu trục lớp Fletcher được Hải quân Hoa Kỳ chế tạo trong Chiến tranh Thế giới thứ hai. Nó là chiếc tàu chiến đầu tiên của Hải quân Mỹ được đặt theo tên Chuẩn đô đốc Daniel J. Callaghan (1890-1942), người tử trận trong trận Hải chiến Guadalcanal và được truy tặng Huân chương Danh dự. Nó đã hoạt động trong Thế Chiến II cho đến khi bị máy bay tấn công cảm tử Kamikaze đánh chìm ngoài khơi Okinawa vào ngày 28 tháng 7 năm 1945. Nó được tặng thưởng tám Ngôi sao Chiến trận do thành tích phục vụ trong Thế Chiến II.

## Thiết kế và chế tạo
Callaghan được đặt lườn tại xưởng tàu của hãng Bethlehem Steel Co. ở San Pedro, California vào ngày 21 tháng 2 năm 1943. Nó được hạ thủy vào ngày 1 tháng 8 năm 1943; được đỡ đầu bởi bà D. J. Callaghan, vợ góa Chuẩn đô đốc Callaghan, và nhập biên chế vào ngày 27 tháng 11 năm 1943 dưới quyền chỉ huy của Trung tá Hải quân F. J. Johnson.

## Lịch sử hoạt động

### 1944
Callaghan lên đường từ vùng bờ Tây Hoa Kỳ vào ngày 5 tháng 2 năm 1944 để tham gia cùng Lực lượng Đặc nhiệm 58, lực lượng tàu sân bay nhanh trực thuộc Đệ Ngũ hạm đội, trong các đợt không kích xuống quần đảo Palau, Yap, Ulithi và Woleai từ ngày 30 tháng 3 đến ngày 1 tháng 4. Đặt căn cứ tại Manus trong tháng 4, nó hỗ trợ chiếm dịch chiếm đóng Hollandia trong vai trò cột mốc radar canh phòng trong các đợt không kích, và hộ tống những tàu chở dầu tiếp tế cho hạm đội.
Từ tháng 6 đến tháng 8, Callaghan bảo vệ cho các tàu sân bay hộ tống trong các hoạt động không kích nhằm vô hiệu hóa việc phòng thủ, và sau đó hỗ trợ trực tiếp cho cuộc đổ bộ lên Saipan, Tinian và Guam thuộc quần đảo Mariana. Tại Saipan, các khẩu pháo của nó đã tham gia đẩy lùi các cuộc không kích quy mô lớn của quân Nhật vào ngày 17 tháng 6, giúp bắn rơi ba máy bay đối phương. Tàu sân bay hộ tống Fanshaw Bay bị trúng một quả bom trong đợt tấn công này, và Callaghan đã giúp hộ tống Fanshaw Bay rút lui an toàn về Eniwetok. Đến cuối tháng 8, lại hộ tống các tàu sân bay trong các đợt không kích xuống Palau, Mindanao, Luzon và miền Trung Philippines nhằm hỗ trợ cho việc chiếm đóng quần đảo Palau, bước đệm quan trọng trong hoạt động nhằm tái chiếm Philippines.
Khi Chiến dịch Philippines được tiến hành vào giữa tháng 10, Callaghan nằm trong thành phần hộ tống cho lực lượng tàu sân bay, tiến hành các cuộc không kích chuẩn bị nhằm vô hiệu hóa các sân bay của quân Nhật tại Đài Loan và Okinawa. Khi đối phương không kích phản công vào ngày 14 tháng 10, nó đã tham gia bắn rơi nhiều máy bay đối phương. Đi đến ngoài khơi các bãi đổ bộ tại Leyte, đội đặc nhiệm của nó đã đóng góp không lực cho Trận chiến vịnh Leyte, vô hiệu hóa phần lớn hạm tàu nổi của Hải quân Đế quốc Nhật Bản, đảm bảo cho cuộc tiến quân của Đồng Minh tại Philippines. Sau khi truy đuổi hạm đội Nhật Bản rút lui về phía Bắc, chiếc tàu khu trục cùng Đệ Tam hạm đội quay trở lại vịnh Leyte tiếp tục hỗ trợ cho trận chiến tại đây. Trên đường đi vào ngày 3 tháng 11, Reno (CL-96) bị trúng ngư lôi, và Callaghan đã túc trực để bảo vệ cho chiếc tàu tuần dương hạng nhẹ cho đến khi lực lượng giải cứu đi đến, rồi quay trở lại cùng đội đặc nhiệm. Trong tháng 12, nó tham gia các cuộc không kích khác xuống miền Trung Philippines.

### 1945
Vào tháng 1 năm 1945, Callaghan hoạt động cùng Đệ Tam hạm đội trong các đợt không kích xuống Đài Loan, Luzon, Đông Dương thuộc Pháp, Hong Kong và Nansei Shoto. Trong những tháng tiếp theo, nó tiếp tục hộ tống các tàu sân bay trong các chiến dịch không kích Iwo Jima, Okinawa và khu vực phụ cận Tokyo. Nó giúp đánh chìm một tàu canh phòng Nhật Bản vào ngày 18 tháng 2, rồi đến ngày 3 tháng 3 đã tham gia cuộc bắn phá Parece Vela. Đến cuối tháng 3, nó tham gia một lực lượng thiết giáp hạm tại Ulithi, và lên đường từ đây cho hoạt động bắn phá chuẩn bị cho việc chiếm đóng Okinawa.
Callaghan đã bắn phá quấy rối các vị trí đối phương trên bờ trong đêm 26 tháng 3. Hoạt động hỗ trợ hỏa lực và hộ tống bảo vệ tại vùng biển Okinawa cực kỳ nguy hiểm này, ngoài việc trợ giúp hiệu quả cho lực lượng trên bộ, nó còn tham gia vào việc đánh chìm một tàu ngầm bỏ túi Nhật Bản cùng tiêu diệt ba máy bay ném bom bổ nhào đối phương.
Từ ngày 9 tháng 7, Callaghan đảm nhiệm trạm cột mốc canh phòng radar để cảnh báo phòng không cho tàu bè đổ bộ, nơi vào ngày 28 tháng 7, nó đánh đuổi một máy bay tự sát Kamikaze bằng hỏa lực phòng không. Tuy nhiên chiếc cánh kép làm bằng vải và gỗ lạc hậu này đã quay trở lại ở độ cao thấp mà không bị phát hiện, tiếp cận chiếc tàu khu trục bên mạn phải. Hỏa lực phòng không không ngăn chặn được nó, vì những kíp nổ tiếp cận không có tác dụng với thân máy bay bằng gỗ. Nó đâm trúng con tàu và nổ tung, quả bom nó mang theo xuyên thủng đến phòng động cơ phía sau và kích nổ, khiến con tàu bị ngập nước. Đám cháy phát sinh làm kích nổ đạn pháo phòng không, khiến các tàu khác không thể đến gần trợ giúp. Callaghan đắm lúc 02 giờ 35 phút ngày 28 tháng 7, ở tọa độ 25°43′B 126°55′Đ / 25,717°B 126,917°Đ; 47 thành viên thủy thủ đoàn đã thiệt mạng cùng con tàu. Nó là chiếc tàu chiến Đồng Minh cuối cùng bị máy bay Kamikaze đánh chìm trong chiến tranh.

## Phần thưởng
Callaghan được tặng thưởng tám Ngôi sao Chiến trận do thành tích phục vụ trong Thế Chiến II.